# Joan Carles Otero Sánchez
Joan Carles Otero Sánchez   (Sabadell, 4 de març de 1968) és un professor i escriptor català. Va estudiar a l'escola de les Fontetes de Cerdanyola del Vallès a l'Institut Forat del Vent, de la mateixa ciutat.
És llicenciat en Filologia Catalana per la Universitat Autònoma de Barcelona, l'any 1991. Després de seguir els cursos de Doctorat, va redactar la tesina Tècniques metateatrals en el teatre català contemporani, (1997), dirigida pel professor Jaume Aulet. És professor de llengua i literatura catalanes a Terrassa. Primer a l'Institut Ègara, al Cavall Bernat i al Blanxart i, actualment, a l'Institut Torre del Palau. Ha publicat els llibres Terrores nocturnos y otras fábulas para jóvenes (Editorial Montflorit, 2005) i Quaderns de la Selva (Editorial Montflorit, 2008). Pel que fa a plaquettes poètiques, en té publicades L'hàbil escomesa (1991), La cort de les mudances (1993) i Dilapidàvem les hores felices (1995).
Ha traduït al castellà, juntament amb Conxa Grau, Soliloque d'un penseur, de Giacomo Casanova (Ed. Arpegio, 2011).

## Obra

### Narrativa
- Terrores nocturnos y otras fábulas para jóvenes, Editorial Montflorit, 2005
- Quaderns de la Selva, Editorial Montflorit, 2008

### Poesia
- L'hàbil escomesa (1991), publicada a Diversos autors: Els mars tancats, Òmnium Cultural Baix Camp, Col·lecció Escornalbou, núm. 10, Reus, Dipòsit Legal T-611-91 ISBN 84-404-9064-X
- La cort de les mudances (1993), publicada a la revista L'Horabaixa. Retalls literaris, núm. 7, Algemesí, Dipòsit Legal V-2261-1986 ISNN 1133-0201
- Dilapidàvem les hores felices (1995), publicada a Premis Calassanç de la Ciutat de Terrassa (1993-1994-1995), Escola Pia de Terrassa, Dipòsit Legal B-5.614-93

## Premis i reconeixements
- Jocs Florals de Cerdanyola del Vallès, 1990, 1991 i 1992
- Premi Calassanç de la ciutat de Terrassa, 1993[5]